# اسمایلی کالچر
اسمایلی کالچر یا دیوید ویکتور امانوئل (زاده ۱۰ فوریه ۱۹۶۳ درگذشته ۱۵ مارس ۲۰۱۱) خواننده سبک رگی بریتانیایی است. او به خاطر سبک سرعت خواندش مشهور بود. او در ۱۵ مارس ۲۰۱۱ در سن ۴۸ سالگی در اثر حمله پلیس بریتانیا به منزلش کشته شد. پس از قتل او، تظاهراتی علیه اسکاتلندیارد انجام گردید که در رسانه‌های بریتانیا پوشش ضعیفی داشت. 